# Borgo metropolitano
Un borgo metropolitano (in inglese metropolitan borough) è un ente territoriale di base presente in Inghilterra. 
Definito dalla legge inglese come distretto metropolitano (in inglese metropolitan district), tutti i 36 distretti esistenti hanno ricevuto almeno lo status di borgo. Il borgo metropolitano è retto da un sindaco e da un consiglio comunale, (in inglese borough council, o city council per i 12 distretti metropolitani che hanno il titolo di città) ed erano, fino al 1986, dipendenti da una contea metropolitana.

## Storia
Il primo borgo metropolitano venne creato nel 1898 con il London Government Act del 1899 che istituì 28 borghi metropolitani come suddivisioni della Contea di Londra, rimpiazzando le precedenti vestries (parrocchie) come secondo livello del governo locale. 
Con il London Government Act del 1963 i 28 borghi metropolitani e la Contea di Londra vennero aboliti per essere rimpiazzati dalla Grande Londra.
I borghi metropolitani attuali sono stati creati nel 1974 dal Local Government Act del 1972. Le nuove contee metropolitane inglesi sono state istituite per coprire le sei più grandi aree urbane inglesi al di fuori di Londra.
Originariamente sottoposti ai consigli provinciali delle contee metropolitane (metropolitan county councils), differendo dai distretti non metropolitani nella divisione dei poteri tra consigli di borgo e di contea: ad esempio i borghi metropolitani avevano la responsabilità dell'educazione locale e dei servizi sociali, mentre nei distretti non metropolitani tali servizi erano di responsabilità dei consigli di contea. 
Nel 1986 i consigli di contea metropolitana sono stati aboliti, ed in virtù del Local Government Act del 1985 la maggior parte delle loro funzioni è stata devoluta ai borghi metropolitani, rendendoli delle autorità unitarie di maggiore estensione. La sempre maggiore inefficienza di questo modello, che ha impedito una strategia amministrativa comune e ridotto i servizi ai cittadini, ha aperto un dibattito volto a restaurare un livello di governo metropolitano: in tal senso, nel 2016 le West Midlands si sono dotate di un’autorità integrata con un sindaco eletto democraticamente.

## Lista dei borghi metropolitani
I distretti metropolitani sono i seguenti:
| Metropolitan County (contea metropolitana) | Metropolitan Borough (borgo metropolitano)                                                |
| ------------------------------------------ | ----------------------------------------------------------------------------------------- |
| Greater Manchester                         | Manchester, Bolton, Bury, Oldham, Rochdale, Salford, Stockport, Tameside, Trafford, Wigan |
| Merseyside                                 | Liverpool, Knowsley, Sefton, St Helens, Wirral                                            |
| South Yorkshire                            | Sheffield, Barnsley, Doncaster, Rotherham                                                 |
| Tyne and Wear                              | Newcastle-upon-Tyne, Gateshead, South Tyneside, North Tyneside, Sunderland                |
| West Midlands                              | Birmingham, Coventry, Dudley, Sandwell, Solihull, Walsall, Wolverhampton                  |
| West Yorkshire                             | Leeds, Bradford, Calderdale, Kirklees, Wakefield                                          |